# Tean zu
Tean zu (chinês tradicional: 拶指, pinyin: zǎnzhǐ, Wade–Giles: tsan3-chih3, lit. ‘compressão dos dedos’) é uma técnica de tortura física usada na China antiga. Consistia em um conjunto de seis varas de madeira posicionadas ao redor e entre os dedos e conectadas por cordas. Cada vez que o prisioneiro se recusava a testemunhar ou confessar, a corda era puxada, lentamente, apertando os dedos de forma agonizante entre as varas até que seus ossos fossem esmagados. 
A KGB soviética usava uma variante disso para esmagar dedos das mãos ou dos pés. O Kia quen, um dispositivo semelhante aplicado exclusivamente em homens, era usado para esmagar pés ou tornozelos.